# Offenbacher Fußball-Club Kickers 1901 2004-2005
Questa voce raccoglie le informazioni riguardanti l'Kickers Offenbach nelle competizioni ufficiali della stagione 2004-2005.

## Stagione
Nella stagione 2004-2005 il Kickers Offenbach, allenato da Hans-Jürgen Boysen, concluse il campionato di Regionalliga sud al 1º posto. In Coppa di Germania il Kickers Offenbach fu eliminato al primo turno dal LR Ahlen.

## Rosa
| N. |                                 | Ruolo | Calciatore           |
| -- | ------------------------------- | ----- | -------------------- |
| 1  | Brasile (bandiera)              | P     | César Thier          |
| 2  | Germania (bandiera)             | C     | Adrian Mahr          |
| 3  | Germania (bandiera)             | D     | Henning Zimmermann   |
| 4  | Germania (bandiera)             | D     | Markus Happe         |
| 5  | Germania (bandiera)             | D     | Bastian Pinske       |
| 6  | Bosnia ed Erzegovina (bandiera) | C     | Bruno Akrapović      |
| 7  | Germania (bandiera)             | C     | Christian Pospischil |
| 8  | Germania (bandiera)             | C     | Stephan Sieger       |
| 9  | Turchia (bandiera)              | A     | Suat Türker          |
| 10 | Ungheria (bandiera)             | C     | Laszlo Kanyuk        |
| 11 | Germania (bandiera)             | C     | Thorsten Judt        |
| 12 | Germania (bandiera)             | P     | Daniel Endres        |
| 13 | Germania (bandiera)             | D     | Steffen Menze        |
| 14 | Germania (bandiera)             | D     | Michael Bodnar       |
| 15 | Germania (bandiera)             | C     | Alf Mintzel          |
| 16 | Italia (bandiera)               | A     | Daniele Fiorentino   |

| N. |                               | Ruolo | Calciatore       |
| -- | ----------------------------- | ----- | ---------------- |
| 17 | Germania (bandiera)           | C     | Christian Müller |
| 18 | Danimarca (bandiera)          | C     | Ole Budtz        |
| 19 | Bulgaria (bandiera)           | A     | Veselin Gerov    |
| 20 | Macedonia del Nord (bandiera) | A     | Saša Ćirić       |
| 21 | Germania (bandiera)           | A     | Sascha Gies      |
| 22 | Grecia (bandiera)             | P     | Ioanis Takidis   |
| 23 | Germania (bandiera)           | A     | Sascha Licht     |
| 24 | Macedonia del Nord (bandiera) | A     | Hebib Izairi     |
| 25 | Germania (bandiera)           | C     | Okray Sari       |
| 26 | Germania (bandiera)           | D     | Stefan Dolzer    |
| 27 | Germania (bandiera)           | D     | Lars Weißenfeldt |
| 29 | Germania (bandiera)           | C     | Thomas Gräf      |
|    | Australia (bandiera)          | D     | Andy Rakic       |
|    | Germania (bandiera)           | C     | Florian Goll     |
|    | Germania (bandiera)           | C     | Christian Hock   |

## Organigramma societario
Area tecnica
- Allenatore: Hans-Jürgen Boysen
- Allenatore in seconda: Manfred Binz
- Preparatore dei portieri: René Keffel
- Preparatori atletici:
- Analisi video:

## Calciomercato

### Sessione estiva
| Acquisti | Acquisti           | Acquisti              | Acquisti |
| R.       | Nome               | da                    | Modalità |
| -------- | ------------------ | --------------------- | -------- |
| A        | Saša Ćirić         | Norimberga            |          |
| P        | Daniel Endres      | Kickers Offenbach U19 |          |
| A        | Veselin Gerov      | Paderborn             |          |
| C        | Thomas Gräf        | Kickers Offenbach U19 |          |
| C        | Laszlo Kanyuk      | Schweinfurt 05        |          |
| D        | Bastian Pinske     | Wattenscheid 09       |          |
| D        | Andy Rakic         | Dinamo Zagabria       |          |
| C        | Stephan Sieger     | Hoffenheim            |          |
| D        | Lars Weißenfeldt   | Eintracht Francoforte |          |
| D        | Henning Zimmermann | Eschborn              |          |

| Cessioni | Cessioni           | Cessioni           | Cessioni |
| R.       | Nome               | a                  | Modalità |
| -------- | ------------------ | ------------------ | -------- |
| C        | Angelo Barletta    | Rot-Weiß Erfurt    |          |
| D        | Fouad Brighache    | Coblenza           |          |
| D        | Marvin Dolion      | Apeldoorn          |          |
| C        | Matthias Dworschak | Eschborn           |          |
| D        | Dario Fossi        | Neumünster         |          |
| C        | Samir Naciri       | Neumünster         |          |
| A        | Michael Petry      | Jahn Ratisbona     |          |
| A        | Gustav Policella   | Fortuna Düsseldorf |          |

### Sessione invernale
| Acquisti | Acquisti             | Acquisti               | Acquisti |
| R.       | Nome                 | da                     | Modalità |
| -------- | -------------------- | ---------------------- | -------- |
| A        | Sascha Gies          | SV Buchonia Flieden    |          |
| C        | Alf Mintzel          | Feucht                 |          |
| C        | Florian Goll         | SV Buchonia Flieden    |          |
| C        | Christian Pospischil | Borussia M'gladbach II |          |

| Cessioni | Cessioni | Cessioni | Cessioni |
| R.       | Nome     | a        | Modalità |
| -------- | -------- | -------- | -------- |

## Risultati

### Regionalliga

#### Girone di andata
| Arbitro: | Pickel |

|                                        |           |           |
| Türker 51’ (rig.) Kanyuk 56’ Gerov 88’ | Marcatori | 41’ Ropic |

| Arbitro: | Perl |

|            |           |                           |
| Parmak 75’ | Marcatori | 23’ Zimmermann 73’ Kanyuk |

| Arbitro: | Pflaum |

|                          |           |             |
| Ćirić 19’ Gerov 34’, 52’ | Marcatori | 38’ Gorgiev |

| Arbitro: | Schmidt |

|              |           |                    |
| Özcakmak 83’ | Marcatori | 53’ Gerov 84’ Mahr |

| Arbitro: | Fleischer |

|                       |           |                           |
| Türker 34’ Kanyuk 88’ | Marcatori | 7’ Neumann 28’, 73’ Mason |

| Arbitro: | Maier |

|  |           |                   |
|  | Marcatori | 72’ (rig.) Türker |

| Arbitro: | Sahler |

|                               |           |                |
| Ćirić 11’ Türker 41’ Judt 46’ | Marcatori | 13’ Trochowski |

| Arbitro: | Perl |

|                 |           |            |
| Helmes 63’, 86’ | Marcatori | 79’ Kanyuk |

| Arbitro: | Wack |

|  |           |            |
|  | Marcatori | 50’ Theres |

| Arbitro: | Bauer |

|              |           |                                  |
| Butscher 38’ | Marcatori | 45’ Zimmermann 52’ (rig.) Türker |

| Arbitro: | Sippel |

|                                           |           |  |
| Türker 30’, 50’ Ćirić 33’, 89’ Kanyuk 62’ | Marcatori |  |

| Arbitro: | Vogler |

|           |           |                       |
| Busch 59’ | Marcatori | 84’ Türker 90’ Izairi |

| Arbitro: | Kempter |

|                                   |           |           |
| Kanyuk 27’ Türker 69’ (rig.), 79’ | Marcatori | 65’ Römer |

| Arbitro: | Dingert |

|                         |           |                                            |
| Zinnow 18’ Boskovic 74’ | Marcatori | 12’ Müller 39’ (aut.) Matarazzo 89’ Kanyuk |

| Offenbach am Main 13 novembre 2004, ore 14:30 CET 15ª giornata | Kickers Offenbach | 0 – 0 referto | Coblenza | Stadion am Bieberer Berg (7 657 spett.)\| Arbitro: \| Kircher \| |
| Arbitro:                                                       | Kircher           |               |          |                                                                  |

| Arbitro: | Pflaum |

|             |           |  |
| Richter 81’ | Marcatori |  |

| Arbitro: | Schalk |

|  |           |           |
|  | Marcatori | 88’ Telle |

#### Girone di ritorno
| Arbitro: | Karle |

|                    |           |                        |
| Ropic 35’ Saur 79’ | Marcatori | 6’, 83’ Ćirić 41’ Judt |

| Arbitro: | Hofmann |

|                      |           |  |
| Ćirić 28’ Kanyuk 60’ | Marcatori |  |

| Arbitro: | Palilla |

|           |           |                             |
| Simon 83’ | Marcatori | 41’ Kanyuk 80’ (rig.) Gerov |

| Arbitro: | Schmidt |

|           |           |                        |
| Ćirić 72’ | Marcatori | 48’ Petry 71’ Kolinger |

| Arbitro: | Pickel |

|              |           |                                   |
| Calamita 75’ | Marcatori | 29’ Mintzel 51’ Türker 87’ Kanyuk |

| Arbitro: | Albrecht |

|                                                            |           |                       |
| Sieger 9’ Türker 10’, 74’ Ćirić 27’ Müller 38’ Mintzel 72’ | Marcatori | 36’ Ollhoff 50’ Throm |

| Arbitro: | Kempter |

|                 |           |  |
| Semler 15’, 54’ | Marcatori |  |

| Arbitro: | Perl |

|            |           |            |
| Kanyuk 37’ | Marcatori | 76’ Helmes |

| Arbitro: | Sippel |

|  |           |                    |
|  | Marcatori | 4’ Happe 57’ Gerov |

| Arbitro: | Maier |

|           |           |              |
| Ćirić 52’ | Marcatori | 41’ Butscher |

| Arbitro: | Bauer |

|  |           |            |
|  | Marcatori | 15’ Türker |

| Arbitro: | Kempter |

|                     |           |           |
| Türker 3’ Gerov 82’ | Marcatori | 51’ Busch |

| Arbitro: | Sahler |

|           |           |                |
| Mölzl 63’ | Marcatori | 58’ Fiorentino |

| Arbitro: | Brych |

|            |           |                          |
| Türker 86’ | Marcatori | 12’ Boskovic 29’ Diakité |

| Arbitro: | Dingert |

|                      |           |            |
| Delic 23’ Langen 70’ | Marcatori | 63’ Kanyuk |

| Arbitro: | Schößling |

|                      |           |  |
| Ćirić 27’ Kanyuk 38’ | Marcatori |  |

| Arbitro: | Anklam |

|  |           |           |
|  | Marcatori | 12’ Ćirić |

### Coppa di Germania
| Arbitro: | Dingert |

|           |           |                          |
| Ćirić 15’ | Marcatori | 37’ (rig.), 43’ Svitlica |

## Statistiche

### Statistiche di squadra
| Competizione      | Punti | In casa | In casa | In casa | In casa | In casa | In casa | In trasferta | In trasferta | In trasferta | In trasferta | In trasferta | In trasferta | Totale | Totale | Totale | Totale | Totale | Totale | DR  |
| Competizione      | Punti | G       | V       | N       | P       | Gf      | Gs      | G            | V            | N            | P            | Gf           | Gs           | G      | V      | N      | P      | Gf     | Gs     | DR  |
| ----------------- | ----- | ------- | ------- | ------- | ------- | ------- | ------- | ------------ | ------------ | ------------ | ------------ | ------------ | ------------ | ------ | ------ | ------ | ------ | ------ | ------ | --- |
| Regionalliga sud  | 67    | 17      | 9       | 3       | 5       | 35      | 18      | 17           | 12           | 1            | 4            | 27           | 18           | 34     | 21     | 4      | 9      | 62     | 36     | +26 |
| Coppa di Germania | -     | 1       | 0       | 0       | 1       | 1       | 2       | 0            | 0            | 0            | 0            | 0            | 0            | 1      | 0      | 0      | 1      | 1      | 2      | -1  |
| Totale            | 67    | 18      | 9       | 3       | 6       | 36      | 20      | 17           | 12           | 1            | 4            | 27           | 18           | 35     | 21     | 4      | 10     | 63     | 38     | +25 |

### Andamento in campionato
| Giornata  | 1 | 2 | 3 | 4 | 5 | 6 | 7 | 8 | 9 | 10 | 11 | 12 | 13 | 14 | 15 | 16 | 17 | 18 | 19 | 20 | 21 | 22 | 23 | 24 | 25 | 26 | 27 | 28 | 29 | 30 | 31 | 32 | 33 | 34 |
| --------- | - | - | - | - | - | - | - | - | - | -- | -- | -- | -- | -- | -- | -- | -- | -- | -- | -- | -- | -- | -- | -- | -- | -- | -- | -- | -- | -- | -- | -- | -- | -- |
| Luogo     | C | T | C | T | C | T | C | T | C | T  | C  | T  | C  | T  | C  | T  | C  | T  | C  | T  | C  | T  | C  | T  | C  | T  | C  | T  | C  | T  | C  | T  | C  | T  |
| Risultato | V | V | V | V | P | V | V | P | P | V  | V  | V  | V  | V  | N  | P  | P  | V  | V  | V  | P  | V  | V  | P  | N  | V  | N  | V  | V  | N  | P  | P  | V  | V  |
| Posizione | 2 | 4 | 1 | 1 | 1 | 1 | 1 | 2 | 2 | 2  | 2  | 1  | 1  | 1  | 1  | 1  | 1  | 1  | 1  | 1  | 1  | 1  | 1  | 1  | 1  | 1  | 1  | 1  | 1  | 1  | 1  | 1  | 1  | 1  |

Legenda:

Luogo: C = Casa; T = Trasferta. Risultato: V = Vittoria; N = Pareggio; P = Sconfitta.

### Statistiche dei giocatori
| Giocatore      | Regionalliga sud | Regionalliga sud | Regionalliga sud | Regionalliga sud | Coppa di Germania | Coppa di Germania | Coppa di Germania | Coppa di Germania | Totale   | Totale | Totale      | Totale     |
| Giocatore      | Presenze         | Reti             | Ammonizioni      | Espulsioni       | Presenze          | Reti              | Ammonizioni       | Espulsioni        | Presenze | Reti   | Ammonizioni | Espulsioni |
| -------------- | ---------------- | ---------------- | ---------------- | ---------------- | ----------------- | ----------------- | ----------------- | ----------------- | -------- | ------ | ----------- | ---------- |
| B. Akrapović   | 28               | 0                | 6                | 0                | 1                 | 0                 | 0                 | 0                 | 29       | 0      | 6           | 0          |
| M. Bodnar      | 3                | 0                | 1                | 0                | 0                 | 0                 | 0                 | 0                 | 3        | 0      | 1           | 0          |
| O. Budtz       | 14               | 0                | 2                | 0                | 0                 | 0                 | 0                 | 0                 | 14       | 0      | 2           | 0          |
| S. Dolzer      | 0                | 0                | 0                | 0                | 0                 | 0                 | 0                 | 0                 | 0        | 0      | 0           | 0          |
| D. Endres      | 0                | 0                | 0                | 0                | 0                 | 0                 | 0                 | 0                 | 0        | 0      | 0           | 0          |
| D. Fiorentino  | 20               | 1                | 0                | 0                | 0                 | 0                 | 0                 | 0                 | 20       | 1      | 0           | 0          |
| V. Gerov       | 27               | 7                | 3                | 0                | 1                 | 0                 | 0                 | 0                 | 28       | 7      | 3           | 0          |
| S. Gies        | 4                | 0                | 0                | 0                | 0                 | 0                 | 0                 | 0                 | 4        | 0      | 0           | 0          |
| F. Goll        | 0                | 0                | 0                | 0                | 0                 | 0                 | 0                 | 0                 | 0        | 0      | 0           | 0          |
| T. Gräf        | 0                | 0                | 0                | 0                | 0                 | 0                 | 0                 | 0                 | 0        | 0      | 0           | 0          |
| M. Happe       | 32               | 1                | 6                | 0                | 1                 | 0                 | 0                 | 0                 | 33       | 1      | 6           | 0          |
| C. Hock        | 0                | 0                | 0                | 0                | 0                 | 0                 | 0                 | 0                 | 0        | 0      | 0           | 0          |
| H. Izairi      | 2                | 1                | 0                | 0                | 0                 | 0                 | 0                 | 0                 | 2        | 1      | 0           | 0          |
| T. Judt        | 31               | 2                | 3                | 0                | 1                 | 0                 | 0                 | 0                 | 32       | 2      | 3           | 0          |
| L. Kanyuk      | 32               | 13               | 3                | 1                | 1                 | 0                 | 0                 | 0                 | 33       | 13     | 3           | 1          |
| S. Licht       | 1                | 0                | 0                | 0                | 0                 | 0                 | 0                 | 0                 | 1        | 0      | 0           | 0          |
| A. Mahr        | 22               | 1                | 3                | 0                | 1                 | 0                 | 0                 | 0                 | 23       | 1      | 3           | 0          |
| S. Menze       | 0                | 0                | 0                | 0                | 0                 | 0                 | 0                 | 0                 | 0        | 0      | 0           | 0          |
| A. Mintzel     | 14               | 2                | 3                | 0                | 0                 | 0                 | 0                 | 0                 | 14       | 2      | 3           | 0          |
| C. Müller      | 33               | 2                | 4                | 0                | 1                 | 0                 | 0                 | 0                 | 34       | 2      | 4           | 0          |
| B. Pinske      | 31               | 0                | 6                | 0                | 1                 | 0                 | 0                 | 0                 | 32       | 0      | 6           | 0          |
| C. Pospischil  | 8                | 0                | 0                | 0                | 0                 | 0                 | 0                 | 0                 | 8        | 0      | 0           | 0          |
| A. Rakic       | 0                | 0                | 0                | 0                | 0                 | 0                 | 0                 | 0                 | 0        | 0      | 0           | 0          |
| O. Sari        | 0                | 0                | 0                | 0                | 0                 | 0                 | 0                 | 0                 | 0        | 0      | 0           | 0          |
| S. Sieger      | 34               | 1                | 3                | 0                | 1                 | 0                 | 0                 | 0                 | 35       | 1      | 3           | 0          |
| I. Takidis     | 0                | 0                | 0                | 0                | 0                 | 0                 | 0                 | 0                 | 0        | 0      | 0           | 0          |
| C. Thier       | 34               | 0                | 1                | 0                | 1                 | 0                 | 0                 | 0                 | 35       | 0      | 1           | 0          |
| S. Türker      | 30               | 16               | 6                | 0                | 1                 | 0                 | 0                 | 0                 | 31       | 16     | 6           | 0          |
| L. Weißenfeldt | 32               | 0                | 4                | 0                | 1                 | 0                 | 0                 | 1                 | 33       | 0      | 4           | 1          |
| H. Zimmermann  | 9                | 2                | 0                | 0                | 1                 | 0                 | 0                 | 0                 | 10       | 2      | 0           | 0          |
| S. Ćirić       | 32               | 12               | 1                | 0                | 1                 | 1                 | 0                 | 0                 | 33       | 13     | 1           | 0          |